# Tatsuo Fujimoto
Tatsuo Fujimoto (Prefectura de Hyōgo, Japón, 29 de marzo de 1940) es un nadador japonés retirado especializado en pruebas de estilo libre, donde consiguió ser subcampeón olímpico en 1960 en los 4x200 metros.

## Carrera deportiva
En los Juegos Olímpicos de Roma 1960 ganó la medalla de plata en los relevos de 4x200 metros estilo libre, con un tiempo 8:13.2 segundos, tras Estados Unidos (oro con 8:10.2 segundos que fue récord del mundo) y por delante de Australia (bronce); sus compañeros de equipo fueron los nadadores: Makoto Fukui, Hiroshi Ishii y Tsuyoshi Yamanaka.